# Cinnamomum subtetrapterum
Cinnamomum subtetrapterum är en lagerväxtart som beskrevs av Friedrich Anton Wilhelm Miquel. Cinnamomum subtetrapterum ingår i släktet Cinnamomum och familjen lagerväxter. Inga underarter finns listade i Catalogue of Life.